# Thiago Carleto Alves
Thiago Carleto Alves (São Bernardo, estado de São Paulo, 24 de marzo de 1989) es un conocido futbolista brasileño. Juega de defensa y se encuentra sin equipo tras abandonar el Clube Atlético Juventus.

## Trayectoria
Thiago Carleto hizo su debut como profesional con el Santos frente al Clube Atlético Juventus en el Campeonato Paulista el 11 de abril de 2007 con victoria por 2-0. Estuvo jugando con asiduidad en el Santos y varios clubes europeos mostraron interés en contar con sus servicios. A finales de octubre de ese año, Santos le renovó contrato hasta el 2010.
Estuvo unos meses siendo titular de vez en cuando en el Campeonato Brasileño de Fútbol y Campeonato Paulista. Realmente empezó a destacar cuando era juvenil en el Torneo Ciudad de Turín y la Copa Sao Paulo. En diciembre de 2008, firmó con el Valencia de España hasta 2014. El joven futbolista debuta con no demasiada suerte en un partido de liga contra el Málaga tras sustituir en el minuto 20 al lesionado Emiliano Moretti.
El 20 de agosto de 2009 se anunció su cesión al Elche. Sin embargo, el 16 de febrero de 2010, el Valencia anuncia el traspaso de Carleto al Sao Paulo, finalizando así su etapa en España.
A fines de enero de 2011 fue confirmada su incorporación al Club Olimpia de Paraguay.
Pese a no jugar mucho, Thiago volvió a salir del Olimpia para volver a su país, en este caso al América Mineiro, a mediados de 2011.

## Clubes
| Club                       | País           | Año       |
| -------------------------- | -------------- | --------- |
| Santos F. C.               | Brasil         | 2007-2008 |
| Valencia C. F.             | España         | 2008-2010 |
| Elche C. F. (cedido)       | España         | 2009-2010 |
| São Paulo F. C.            | Brasil         | 2010-2016 |
| Club Olimpia (cedido)      | Paraguay       | 2011      |
| América Mineiro (cedido)   | Brasil         | 2011      |
| Fluminense F. C. (cedido)  | Brasil         | 2012      |
| A. A. Ponte Preta (cedido) | Brasil         | 2014      |
| Avaí F. C. (cedido)        | Brasil         | 2014      |
| Botafogo (cedido)          | Brasil         | 2015      |
| XV de Piracicaba (cedido)  | Brasil         | 2016      |
| F. C. Arouca               | Portugal       | 2016      |
| C. A. Linense              | Brasil         | 2016-2017 |
| Coritiba                   | Brasil         | 2017      |
| Atlético Paranaense        | Brasil         | 2018      |
| Al-Ittihad                 | Arabia Saudita | 2018      |
| Ceará S. C.                | Brasil         | 2019      |
| E. C. Vitória              | Brasil         | 2019-2021 |
| Vila Nova F. C.            | Brasil         | 2021      |
| C. A. Juventus             | Brasil         | 2022      |